# Příbram Challenger
Il Příbram Challenger è stato un torneo professionistico di tennis giocato su campi in terra rossa. Faceva parte dell'ATP Challenger Series. Si è giocata una sola edizione, a Příbram in Repubblica Ceca.

## Albo d'oro

### Singolare
| Anno | Campione           | Finalista      | Punteggio |
| ---- | ------------------ | -------------- | --------- |
| 1998 | Arnaud Di Pasquale | Radek Štěpánek | 6–3, 6–1  |

### Doppio
| Anno | Campioni                   | Finalisti                | Punteggio     |
| ---- | -------------------------- | ------------------------ | ------------- |
| 1998 | Ota Fukárek Udo Plamberger | Petr Pála Radek Štěpánek | 2–6, 6–3, 6–4 |